# David Jakobs

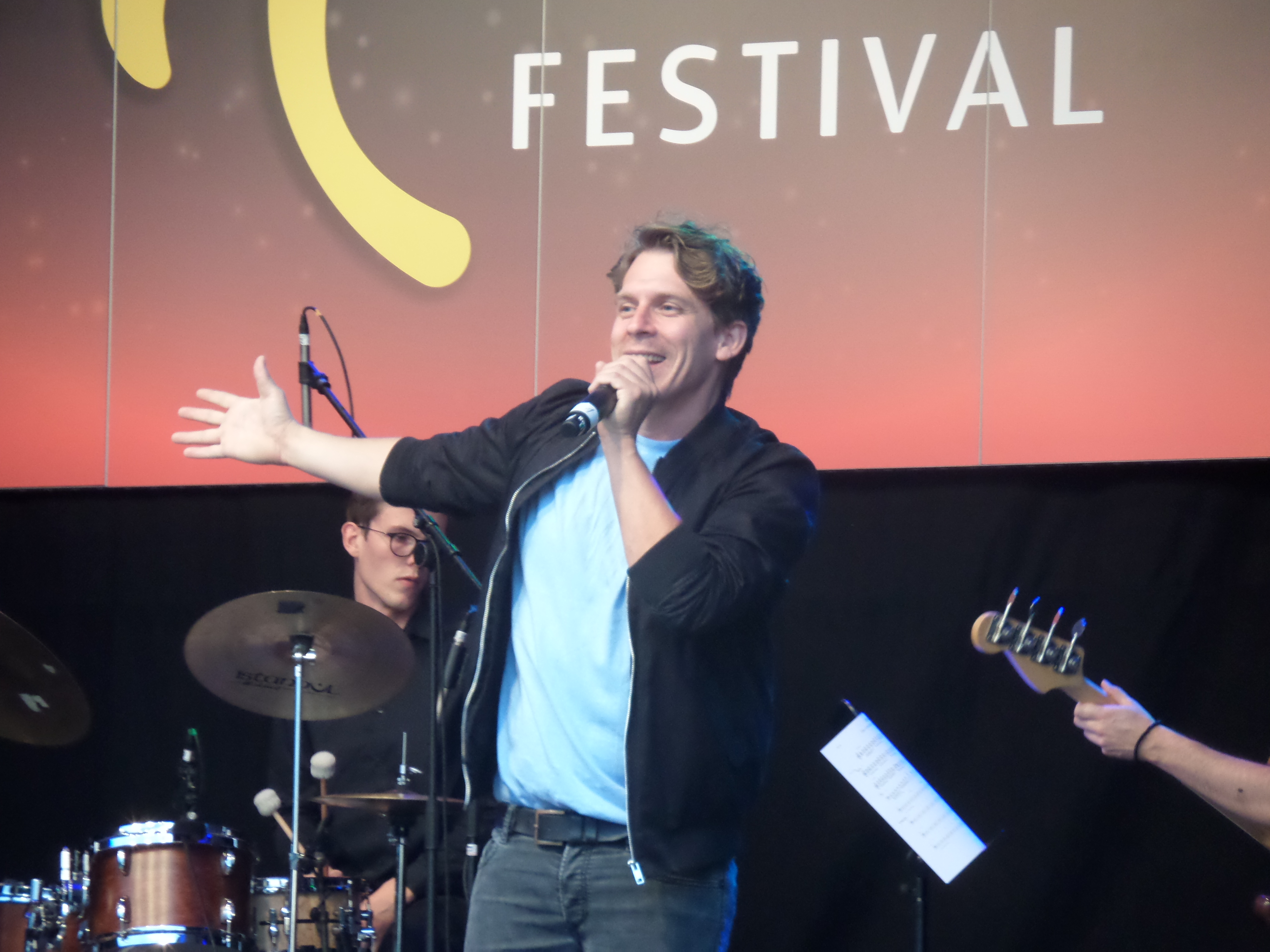
David Jakobs (2020)

David Jakobs (* 25. Juli 1983 in Mönchengladbach) ist ein deutscher Musicaldarsteller.

## Leben
Erstmals im Alter von 12 Jahren sammelte David Jakobs als Kinderdarsteller in dem Musical Les Misérables als Gavroche erste Musicalerfahrungen. 2011 erhielt er sein Diplom in Gesang, Schauspiel und Tanz an der Folkwang Universität der Künste in Essen.
Während des Studiums war David Jakobs in verschiedenen Rollen zu sehen, unter anderem in Alkestis als Herakles (Pina Bausch-Theater), als Wolf/Prinz in Into the Woods (Theater Hagen), als Roger in Rent (Deutsches Theater München), sowie als Rob Gordon in der europäischen Erstaufführung von High Fidelity (Rathaustheater Essen). Nach seinem Studium gastierte er am Düsseldorfer Schauspielhaus und verkörperte in The Full Monty (Oper Dortmund) die Hauptrolle des Jerry Lukowski. 2012 spielte er am Theater Bielefeld in The Who’s Tommy. Weitere Rollen folgten, beispielsweise die des Claude in Hair (Landestheater Detmold) und des Judas in Jesus Christ Superstar (Stadttheater Bremerhaven, Theater Basel). Die Rolle des Judas in Jesus Christ Superstar verkörperte David Jakobs nochmals unter der Regie von Gil Mehmert ab Oktober 2013 am Theater Bonn und 2014 und 2015 in der Oper Dortmund.
2014 war David Jakobs als Boris in der kontinentalen Erstaufführung von Tschitti Tschitti Bäng Bäng (Gärtnerplatztheater München) zu sehen. Im neugebauten Stage Theater an der Elbe spielte er ab November desselben Jahres unter der Regie von Gil Mehmert die Rolle des Bruno Lubanski in der Welturaufführung von Das Wunder von Bern (Musical). 2016 kehrte David Jakobs an das Gärtnerplatztheater in München als Claude in Hair zurück und gab im September desselben Jahres sein Debüt als Che in Evita an der Oper Bonn. Die Rolle verkörperte er erneut in der Spielzeit 2017/2018.
2017 und 2018 spielt Jakobs die Rolle des buckeligen Glöckners Quasimodo in Disneys Der Glöckner von Notre Dame im Stage Theater des Westens in Berlin, im Deutschen Theater in München und auch im Stage Apollo Theater in Stuttgart. Im Sommer 2018 stand er als Enjolras in Les Misérables auf der Bühne der Freilichtspiele Tecklenburg. 2018/2019 war er in der Rolle des Frank W. Abagnale Junior am Staatstheater Nürnberg in Catch Me If You Can zu sehen.
Im Zeitraum 2019 bis 2023 trat Jakobs am Schloss Schönbrunn im Musical Elisabeth auf. Weitere Stationen waren die Musicals Die Päpstin (2019), Ku’damm 56 (2021/2022) und erneut Der Glöckner von Notre Dame (2022). Am Theater Dortmund spielte er in den Musicals Jekyll & Hyde (2019), Lieder für eine neue Welt (2020) und Rent (2024) mit. Im Jahr 2025 übernahm Jakobs die Hauptrolle im neuen Musical Einstein – A Matter of Time, das am 1. März am Theater St. Gallen seine Uraufführung hatte. Seit 27. Juni 2025 spielt er in Bad Hersfeld den Franz Moor in einer Musical-Adaption von Die Räuber und wurde dafür mit dem Großen Hersfeld-Preis ausgezeichnet.

## Rollen
- The Full Monty – (als Jerry Lukowski) – Theater Dortmund
- The Who’s Tommy – Theater Bielefeld – 2012
- Hair – (als Claude) – Landestheater Detmold
- Jesus Christ Superstar – (als Judas) – Stadttheater Bremerhaven,
- Jesus Christ Superstar – (als Judas) – Theater Bonn – 2013
- Jesus Christ Superstar – (als Judas) – Theater Dortmund – 2014/2015
- Tschitti Tschitti Bäng Bäng – (als Boris) – Gärtnerplatztheater München – 2014
- Das Wunder von Bern – (Erstbesetzung Bruno Lubanski) – Theater an der Elbe Hamburg – 2014
- Hair – (als Claude) – Gärtnerplatztheater München – 2016
- Evita – (als Che) – Oper Bonn – 2016 bis 2018
- Der Glöckner von Notre Dame – (Erstbesetzung Glöckner Quasimodo) – Theater des Westens Berlin – April 2017 bis November 2017[3]
- Der Glöckner von Notre Dame – (Erstbesetzung Glöckner) – Deutsches Theater München – November 2017 bis Januar 2018
- Der Glöckner von Notre Dame – (Erstbesetzung Glöckner) – Apollo Theater Stuttgart – 2018
- Les Misérables – (als Enjolras) – Freilichtspiele Tecklenburg – 2018
- Catch me if you Can – (als Frank Abagnale Junior) – Staatstheater Nürnberg – Oktober 2018 bis Juli 2019
- Elisabeth (konzertantes Open Air) – (als Luigi Lucheni) – Schloss Schönbrunn (Wien) – 2019
- Die Päpstin (Musical) – (als Anastasius) Theaterhaus Stuttgart – August 2019
- Jekyll & Hyde (Musical) – (als Jekyll/Hyde) – Theater Dortmund – ab Oktober 2019[4]
- Lieder für eine neue Welt (Musical) - (als Mann 1) - Theater Dortmund - 2020[5]
- Ku’damm 56 (Musical) – (als Freddy Donath) – Theater des Westens Berlin – November 2021 bis April 2022[6]
- Elisabeth (konzertantes Open Air) – (als Luigi Lucheni) – Schloss Schönbrunn (Wien) – 2022
- Der Glöckner von Notre Dame – (Erstbesetzung Glöckner) – Ronacher Wien – 2022
- Elisabeth (konzertantes Open Air) – (als Luigi Lucheni) – Schloss Schönbrunn (Wien) – 2023
- Rent (Musical) – (als Roger Davis) – Theater Dortmund – 2024
- Einstein – A Matter of Time (Musical) – (als Albert Einstein) – Theater St. Gallen – 2025
- Die Räuber (musikalisches Schauspiel) – (als Franz) –  Bad Hersfelder Festspiele – 2025[7]

## Diskografie
- 2014 Tschitti Tschitti Bäng Bäng – Cast-Album
- 2015 Das Wunder von Bern, Cast-Album
- 2017 Der Glöckner von Notre Dame – Das Musical, Berliner Cast-Album
- 2019 Elisabeth Konzert Schloss Schönbrunn, Cast-Album
- 2022 Ku'damm 56 – Das Musical, Cast-Album
- 2023 Der Glöckner von Notre Dame – Das Musical, Wiener Cast-Album

## Auszeichnungen
- 2009: Jugend kulturell Förderpreis in der Kategorie Musical
- 2015: Deutscher Musical Theater Preis als bester Darsteller in einer Nebenrolle in der Uraufführung von Das Wunder von Bern (Musical)
- 2025: Großer Hersfeld-Preis für seine Rolle als Franz in Die Räuber von Friedrich Schiller